# Kurarua rhopalophoroides
Kurarua rhopalophoroides là một loài bọ cánh cứng trong họ Cerambycidae.